# Bilan saison par saison des Celtics de Boston

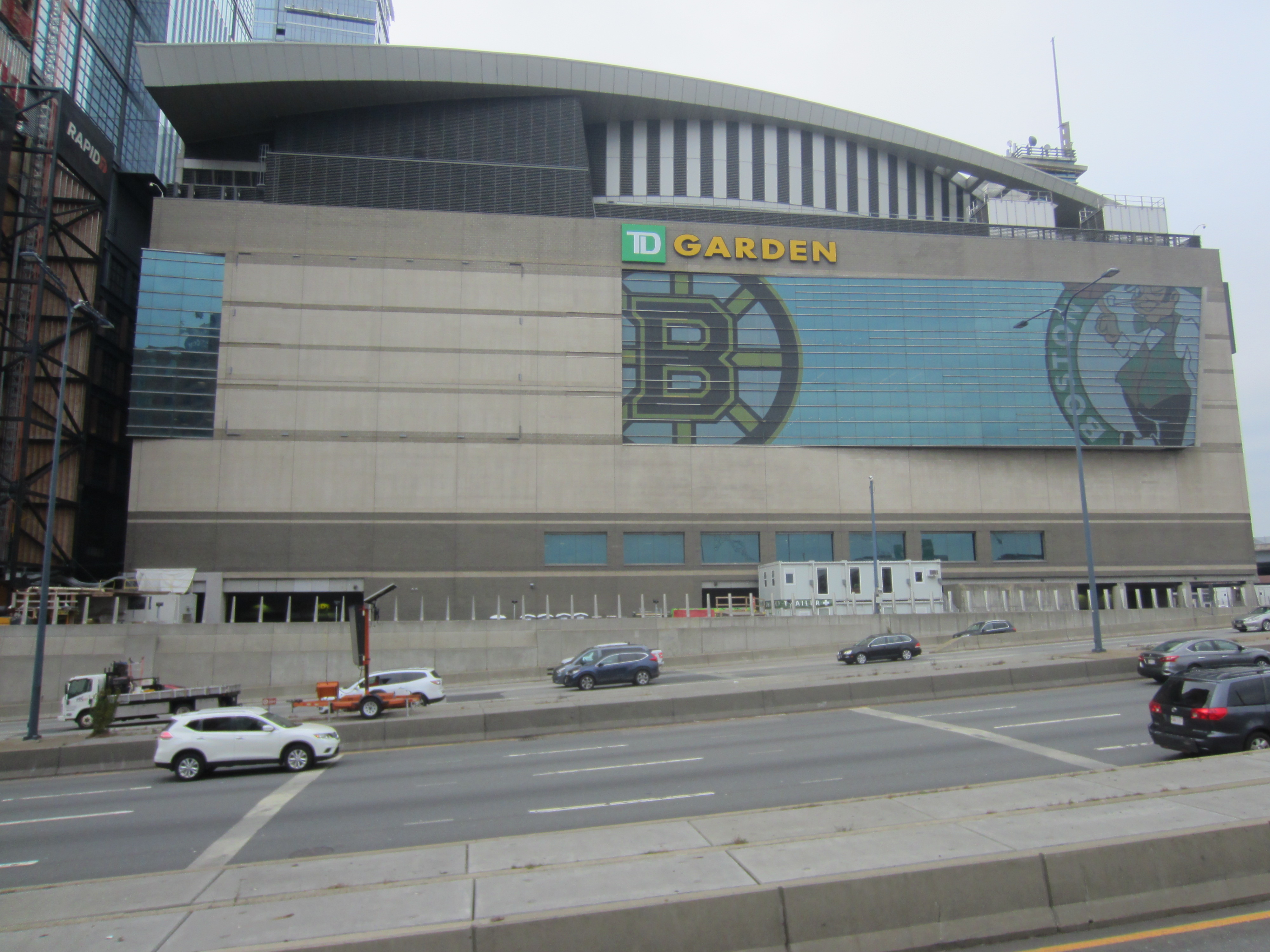
Le TD Garden est l'arène des Celtics.

Le tableau suivant est un bilan saison par saison des Celtics de Boston avec les performances réalisées par la franchise depuis sa création en 1946. Avec 18 titres de champions NBA, les Celtics détiennent le record de titres. La domination entre 1959 et 1966, lorsque l'équipe remporte huit championnats consécutivement, est la plus longue série dans le sport professionnel américain à ce jour.
| Saison           | Équipe           | Conférence       | Conférence       | Division         | Division         | Saison régulière | Saison régulière | Saison régulière | Playoffs | Entraîneur principal             | Réf.          |
| Saison           | Équipe           | Conférence       | Conférence       | Division         | Division         | V                | D                | PCT              | Playoffs | Entraîneur principal             | Réf.          |
| ---------------- | ---------------- | ---------------- | ---------------- | ---------------- | ---------------- | ---------------- | ---------------- | ---------------- | --- | -------------------------------- | ------------- |
| Boston Celtics   |                  |                  |                  |                  |                  |                  |                  |                  | |                                  |               |
| 1946-47          | 1946-47          | -                | -                | Est              | 5e               | 22               | 38               | 36,7%            | | John Russell                     | [ 1 ]         |
| 1947-48          | 1947-48          | -                | -                | Est              | 3e               | 20               | 28               | 41,7%            | Défaite en quart de finale (Chicago, 1-2) | John Russell                     | [ 2 ]         |
| 1948-49          | 1948-49          | -                | -                | Est              | 5e               | 25               | 36               | 41,0%            | | Alvin Julian                     | [ 3 ]         |
| 1949-50          | 1949-50          | -                | -                | Est              | 6e               | 22               | 46               | 32,4%            | | Alvin Julian                     | [ 4 ]         |
| 1950-51          | 1950-51          | -                | -                | Est              | 2e               | 39               | 30               | 56,5%            | Défaite en demi-finale de division (New York, 0-2) | Red Auerbach                     | [ 5 ]         |
| 1951-52          | 1951-52          | -                | -                | Est              | 2e               | 39               | 27               | 59,1%            | Défaite en demi-finale de division (New York, 1-2) | Red Auerbach                     | [ 6 ]         |
| 1952-53          | 1952-53          | -                | -                | Est              | 3e               | 46               | 25               | 64,8%            | Victoire en demi-finale de division (Syracuse, 2-0) Défaite en finale de division (New York, 1-3)                                                                                            | Red Auerbach                     | [ 7 ]         |
| 1953-54          | 1953-54          | -                | -                | Est              | 2e               | 42               | 30               | 58,3%            | Défaite Round-Robin (Syracuse, 0-2) Victoire Round-Robin (New York, 2-0) Défaite en finale de division (Syracuse, 0-2)                                                                       | Red Auerbach                     | [ 8 ]         |
| 1954-55          | 1954-55          | -                | -                | Est              | 3e               | 36               | 36               | 50,0%            | Victoire en demi-finale de division (New York, 2-1) Défaite en finale de division (Syracuse, 1-3)                                                                                            | Red Auerbach                     | [ 9 ]         |
| 1955-56          | 1955-56          | -                | -                | Est              | 2e               | 39               | 33               | 54,2%            | Défaite en demi-finale de division (Syracuse, 1-2) | Red Auerbach                     | [ 10 ]        |
| 1956-57          | 1956-57          | -                | -                | Est              | 1er              | 44               | 28               | 61,1%            | Victoire en finale de division (Syracuse, 3-0) Victoire en finale NBA (St. Louis, 4-3) | Red Auerbach                     | [ 11 ]        |
| 1957-58          | 1957-58          | -                | -                | Est              | 1er              | 49               | 23               | 68,1%            | Victoire en finale de division (Philadelphie, 4-1) Défaite en finale NBA (St. Louis, 2-4) | Red Auerbach                     | [ 12 ]        |
| 1958-59          | 1958-59          | -                | -                | Est              | 1er              | 52               | 20               | 72,2%            | Victoire en finale de division (Syracuse, 4-3) Victoire en finale NBA (Minneapolis, 4-0) | Red Auerbach                     | [ 13 ]        |
| 1959-60          | 1959-60          | -                | -                | Est              | 1er              | 59               | 16               | 78,7%            | Victoire en finale de division (Philadelphie, 4-2) Victoire en finale NBA (St. Louis, 4-3)                                                                                                   | Red Auerbach                     | [ 14 ]        |
| 1960-61          | 1960-61          | -                | -                | Est              | 1er              | 57               | 22               | 72,2%            | Victoire en finale de division (Syracuse, 4-1) Victoire en finale NBA (St. Louis, 4-1) | Red Auerbach                     | [ 15 ]        |
| 1961-62          | 1961-62          | -                | -                | Est              | 1er              | 60               | 20               | 75,0%            | Victoire en finale de division (Philadelphie, 4-3) Victoire en finale NBA (L.A. Lakers, 4-3)                                                                                                 | Red Auerbach                     | [ 16 ]        |
| 1962-63          | 1962-63          | -                | -                | Est              | 1er              | 58               | 22               | 72,5%            | Victoire en finale de division (Cincinnati, 4-3) Victoire en finale NBA (L.A. Lakers, 4-2)                                                                                                   | Red Auerbach                     | [ 17 ]        |
| 1963-64          | 1963-64          | -                | -                | Est              | 1er              | 59               | 21               | 73,8%            | Victoire en finale de division (Cincinnati, 4-1) Victoire en finale NBA (San Francisco, 4-1)                                                                                                 | Red Auerbach                     | [ 18 ]        |
| 1964-65          | 1964-65          | -                | -                | Est              | 1er              | 62               | 18               | 77,5%            | Victoire en finale de division (Philadelphie, 4-3) Victoire en finale NBA (L.A. Lakers, 4-1)                                                                                                 | Red Auerbach                     | [ 19 ]        |
| 1965-66          | 1965-66          | -                | -                | Est              | 2e               | 54               | 26               | 67,5%            | Victoire en demi-finale de division (Cincinnati, 3-2) Victoire en finale de division (Philadelphie, 4-1) Victoire en finale NBA (L.A. Lakers, 4-3)                                           | Red Auerbach                     | [ 20 ]        |
| 1966-67          | 1966-67          | -                | -                | Est              | 2e               | 60               | 21               | 74,1%            | Victoire en demi-finale de division (New York, 3-1) Défaite en finale de division (Philadelphie, 1-4)                                                                                        | Bill Russell                     | [ 21 ]        |
| 1967-68          | 1967-68          | -                | -                | Est              | 2e               | 54               | 28               | 65,9%            | Victoire en demi-finale de division (Détroit, 4-2) Victoire en finale de division (Philadelphie, 4-3) Victoire en finale NBA (L.A. Lakers, 4-2)                                              | Bill Russell                     | [ 22 ]        |
| 1968-69          | 1968-69          | -                | -                | Est              | 4e               | 48               | 34               | 58,5%            | Victoire en demi-finale de division (Philadelphie, 4-1) Victoire en finale de division (New York, 4-2) Victoire en finale NBA (L.A. Lakers, 4-3)                                             | Bill Russell                     | [ 23 ]        |
| 1969-70          | 1969-70          | -                | -                | Est              | 6e               | 34               | 48               | 41,5%            | | Tom Heinsohn                     | [ 24 ]        |
| 1970-71          | 1970-71          | Est              | 3e               | Atlantique       | 3e               | 44               | 38               | 53,7%            | | Tom Heinsohn                     | [ 25 ]        |
| 1971-72          | 1971-72          | Est              | 1er              | Atlantique       | 1er              | 56               | 26               | 68,3%            | Victoire en demi-finale de conférence (Atlanta, 4-2) Défaite en finale de conférence (New York, 1-4)                                                                                         | Tom Heinsohn                     | [ 26 ]        |
| 1972-73          | 1972-73          | Est              | 1er              | Atlantique       | 1er              | 68               | 14               | 82,9%            | Victoire en demi-finale de conférence (Atlanta, 4-2) Défaite en finale de conférence (New York, 3-4)                                                                                         | Tom Heinsohn                     | [ 27 ]        |
| 1973-74          | 1973-74          | Est              | 1er              | Atlantique       | 1er              | 56               | 26               | 68,3%            | Victoire en demi-finale de conférence (Buffalo, 4-2) Victoire en finale de conférence (New York, 4-1) Victoire en finale NBA (Milwaukee, 4-3)                                                | Tom Heinsohn                     | [ 28 ]        |
| 1974-75          | 1974-75          | Est              | 1er              | Atlantique       | 1er              | 60               | 22               | 73,2%            | Victoire en demi-finale de conférence (Houston, 4-1) Défaite en finale de conférence (Washington, 2-4)                                                                                       | Tom Heinsohn                     | [ 29 ]        |
| 1975-76          | 1975-76          | Est              | 1er              | Atlantique       | 1er              | 54               | 28               | 65,9%            | Victoire en demi-finale de conférence (Buffalo, 4-2) Victoire Conference Finals (Cleveland, 4-2) Victoire en finale NBA (Phoenix, 4-2)                                                       | Tom Heinsohn                     | [ 30 ]        |
| 1976-77          | 1976-77          | Est              | 4e               | Atlantique       | 2e               | 44               | 38               | 53,7%            | Victoire au premier tour (San Antonio, 2-0) Défaite en demi-finale de conférence (Philadelphie, 3-4)                                                                                         | Tom Heinsohn                     | [ 31 ]        |
| 1977-78          | 1977-78          | Est              | 8e               | Atlantique       | 3e               | 32               | 50               | 39,0%            | | Tom Heinsohn Tom "Satch" Sanders | [ 32 ]        |
| 1978-79          | 1978-79          | Est              | 10e              | Atlantique       | 5e               | 29               | 53               | 35,4%            | | Tom "Satch" Sanders Dave Cowens  | [ 33 ]        |
| 1979-80          | 1979-80          | Est              | 1er              | Atlantique       | 1er              | 61               | 21               | 74,4%            | Victoire en demi-finale de conférence (Houston, 4-0) Défaite en finale de conférence (Philadelphie, 1-4)                                                                                     | Bill Fitch                       | [ 34 ]        |
| 1980-81          | 1980-81          | Est              | 1er              | Atlantique       | 1er              | 62               | 20               | 75,6%            | Victoire en demi-finale de conférence (Chicago, 4-0) Victoire en finale de conférence (Philadelphie, 4-3) Victoire en finale NBA (Houston, 4-2)                                              | Bill Fitch                       | [ 35 ]        |
| 1981-82          | 1981-82          | Est              | 1er              | Atlantique       | 1er              | 63               | 19               | 76,8%            | Victoire en demi-finale de conférence (Washington, 4-1) Défaite en finale de conférence (Philadelphie, 3-4)                                                                                  | Bill Fitch                       | [ 36 ]        |
| 1982-83          | 1982-83          | Est              | 2e               | Atlantique       | 2e               | 56               | 26               | 68,3%            | Victoire au premier tour (Atlanta, 2-1) Défaite en demi-finale de conférence (Milwaukee, 0-4)                                                                                                | Bill Fitch                       | [ 37 ]        |
| 1983-84          | 1983-84          | Est              | 1er              | Atlantique       | 1er              | 62               | 20               | 75,6%            | Victoire au premier tour (Washington, 3-1) Victoire en demi-finale de conférence (New York, 4-3) Victoire en finale de conférence (Milwaukee, 4-1) Victoire en finale NBA (L.A. Lakers, 4-3) | K.C. Jones                       | [ 38 ]        |
| 1984-85          | 1984-85          | Est              | 1er              | Atlantique       | 1er              | 63               | 19               | 76,8%            | Victoire au premier tour (Cleveland, 3-1) Victoire en demi-finale de conférence (Détroit, 4-2) Victoire Conference Finals (Philadelphie, 4-1) Défaite en finale NBA (L.A. Lakers, 2-4)       | K.C. Jones                       | [ 39 ]        |
| 1985-86          | 1985-86          | Est              | 1er              | Atlantique       | 1er              | 67               | 15               | 81,7%            | Victoire au premier tour (Chicago, 3-0) Victoire en demi-finale de conférence (Atlanta, 4-1) Victoire Conference Finals (Milwaukee, 4-0) Victoire en finale NBA (Houston, 4-2)               | K.C. Jones                       | [ 40 ]        |
| 1986-87          | 1986-87          | Est              | 1er              | Atlantique       | 1er              | 59               | 23               | 72,0%            | Victoire au premier tour (Chicago, 3-0) Victoire en demi-finale de conférence (Milwaukee, 4-3) Victoire Conference Finals (Détroit, 4-3) Défaite en finale NBA (L.A. Lakers, 2-4)            | K.C. Jones                       | [ 41 ]        |
| 1987-88          | 1987-88          | Est              | 1er              | Atlantique       | 1er              | 57               | 25               | 69,5%            | Victoire au premier tour (New York, 3-1) Victoire en demi-finale de conférence (Atlanta, 4-3) Défaite en finale de conférence (Détroit, 2-4)                                                 | K.C. Jones                       | [ 42 ]        |
| 1988-89          | 1988-89          | Est              | 8e               | Atlantique       | 3e               | 42               | 40               | 51,2%            | Défaite au premier tour (Détroit, 0-3) | Jimmy Rodgers                    | [ 43 ]        |
| 1989-90          | 1989-90          | Est              | 4e               | Atlantique       | 2e               | 52               | 30               | 63,4%            | Défaite au premier tour (New York, 2-3) | Jimmy Rodgers                    | [ 44 ]        |
| 1990-91          | 1990-91          | Est              | 2e               | Atlantique       | 1er              | 56               | 26               | 68,3%            | Victoire au premier tour (Indiana, 3-2) Défaite en demi-finale de conférence (Détroit, 2-4)                                                                                                  | Chris Ford                       | [ 45 ]        |
| 1991-92          | 1991-92          | Est              | 3e               | Atlantique       | 1er              | 51               | 31               | 62,2%            | Victoire au premier tour (Indiana, 3-0) Défaite en demi-finale de conférence (Cleveland, 3-4)                                                                                                | Chris Ford                       | [ 46 ]        |
| 1992-93          | 1992-93          | Est              | 4e               | Atlantique       | 2e               | 48               | 34               | 58,5%            | Défaite au premier tour (Charlotte, 1-3) | Chris Ford                       | [ 47 ]        |
| 1993-94          | 1993-94          | Est              | 10e              | Atlantique       | 5e               | 32               | 50               | 39,0%            | | Chris Ford                       | [ 48 ]        |
| 1994-95          | 1994-95          | Est              | 8e               | Atlantique       | 3e               | 35               | 47               | 42,7%            | Défaite au premier tour (Orlando, 1-3) | Chris Ford                       | [ 49 ]        |
| 1995-96          | 1995-96          | Est              | 11e              | Atlantique       | 5e               | 33               | 49               | 40,2%            | | M.L. Carr                        | [ 50 ]        |
| 1996-97          | 1996-97          | Est              | 15e              | Atlantique       | 7e               | 15               | 67               | 18,3%            | | M.L. Carr                        | [ 51 ]        |
| 1997-98          | 1997-98          | Est              | 12e              | Atlantique       | 6e               | 36               | 46               | 43,9%            | | Rick Pitino                      | [ 52 ]        |
| 1998-99          | 1998-99          | Est              | 12e              | Atlantique       | 5e               | 19               | 31               | 38,0%            | | Rick Pitino                      | [ 53 ]        |
| 1999-00          | 1999-00          | Est              | 10e              | Atlantique       | 5e               | 35               | 47               | 42,7%            | | Rick Pitino                      | [ 54 ]        |
| 2000-01          | 2000-01          | Est              | 9e               | Atlantique       | 5e               | 36               | 46               | 43,9%            | | Rick Pitino Jim O'Brien          | [ 55 ]        |
| 2001-02          | 2001-02          | Est              | 3e               | Atlantique       | 2e               | 49               | 33               | 59,8%            | Victoire au premier tour (Philadelphie, 3-2) Victoire en demi-finale de conférence (Détroit, 4-1) Défaite en finale de conférence (New Jersey, 2-4)                                          | Jim O'Brien                      | [ 56 ]        |
| 2002-03          | 2002-03          | Est              | 6e               | Atlantique       | 3e               | 44               | 38               | 53,7%            | Victoire au premier tour (Indiana, 4-2) Défaite en demi-finale de conférence (New Jersey, 0-4)                                                                                               | Jim O'Brien                      | [ 57 ]        |
| 2003-04          | 2003-04          | Est              | 8e               | Atlantique       | 4e               | 36               | 46               | 43,9%            | Défaite au premier tour (Indiana, 0-4) | Jim O'Brien John Carroll         | [ 58 ]        |
| 2004-05          | 2004-05          | Est              | 3e               | Atlantique       | 1er              | 45               | 37               | 54,9%            | Défaite au premier tour (Indiana, 3-4) | Doc Rivers                       | [ 59 ]        |
| 2005-06          | 2005-06          | Est              | 11e              | Atlantique       | 3e               | 33               | 49               | 40,2%            | | Doc Rivers                       | [ 60 ]        |
| 2006-07          | 2006-07          | Est              | 15e              | Atlantique       | 5e               | 24               | 58               | 29,3%            | | Doc Rivers                       | [ 61 ]        |
| 2007-08          | 2007-08          | Est              | 1er              | Atlantique       | 1er              | 66               | 16               | 80,5%            | Victoire au premier tour (Atlanta, 4-3) Victoire en demi-finale de conférence (Cleveland, 4-3) Victoire en finale de conférence (Détroit, 4-2) Victoire en finale NBA (L.A. Lakers, 4-2)     | Doc Rivers                       | [ 62 ]        |
| 2008-09          | 2008-09          | Est              | 2e               | Atlantique       | 1er              | 62               | 20               | 75,6%            | Victoire au premier tour (Chicago, 4-3) Défaite en demi-finale de conférence (Orlando, 3-4)                                                                                                  | Doc Rivers                       | [ 63 ]        |
| 2009-10          | 2009-10          | Est              | 4e               | Atlantique       | 1er              | 50               | 32               | 61,0%            | Victoire au premier tour (Miami, 4-1) Victoire en demi-finale de conférence (Cleveland, 4-2) Victoire en finale de conférence (Orlando, 4-2) Défaite en finale NBA (L.A. Lakers, 3-4)        | Doc Rivers                       | [ 64 ]        |
| 2010-11          | 2010-11          | Est              | 3e               | Atlantique       | 1er              | 56               | 26               | 68,3%            | Victoire au premier tour (New York, 4-0) Défaite en demi-finale de conférence (Miami, 1-4)                                                                                                   | Doc Rivers                       | [ 65 ]        |
| 2011-12          | 2011-12          | Est              | 4e               | Atlantique       | 1er              | 39               | 27               | 59,1%            | Victoire au premier tour (Atlanta, 4-2) Victoire en demi-finale de conférence (Philadelphie, 4-3) Défaite en finale de conférence (Miami, 3-4)                                               | Doc Rivers                       | [ 66 ]        |
| 2012-13          | 2012-13          | Est              | 7e               | Atlantique       | 3e               | 41               | 40               | 50,6%            | Défaite au premier tour (New York, 2-4) | Doc Rivers                       | [ 67 ]        |
| 2013-14          | 2013-14          | Est              | 12e              | Atlantique       | 4e               | 25               | 57               | 30,5%            | | Brad Stevens                     | [ 68 ]        |
| 2014-15          | 2014-15          | Est              | 7e               | Atlantique       | 2e               | 40               | 42               | 44,8%            | Défaite au premier tour (Cleveland, 0-4) | Brad Stevens                     | [ 69 ]        |
| 2015-16          | 2015-16          | Est              | 5e               | Atlantique       | 2e               | 48               | 34               | 58,5%            | Défaite au premier tour (Atlanta, 2-4) | Brad Stevens                     | [ 70 ]        |
| 2016-17          | 2016-17          | Est              | 1er              | Atlantique       | 1er              | 53               | 29               | 64,6%            | Victoire au premier tour (Chicago, 4-2) Victoire en demi-finale de conférence (Washington, 4-3) Défaite en finale de conférence (Cleveland, 1-4)                                             | Brad Stevens                     | [ 71 ]        |
| 2017-18          | 2017-18          | Est              | 2e               | Atlantique       | 2e               | 55               | 27               | 67,1%            | Victoire au premier tour (Milwaukee, 4-3) Victoire en demi-finale de conférence (Philadelphie, 4-1) Défaite en finale de conférence (Cleveland, 3-4)                                         | Brad Stevens                     | [ 72 ]        |
| 2018-19          | 2018-19          | Est              | 4e               | Atlantique       | 3e               | 49               | 33               | 59,8%            | Victoire au premier tour (Indiana, 4-0) Défaite en demi-finale de conférence (Milwaukee, 1-4)                                                                                                | Brad Stevens                     | [ 73 ]        |
| 2019-20          | 2019-20          | Est              | 3e               | Atlantique       | 2e               | 48               | 24               | 66,7%            | Victoire au premier tour (Philadelphie, 4-0) Victoire en demi-finale de conférence (Toronto, 4-3) Défaite en finale de conférence (Miami, 2-4)                                               | Brad Stevens                     | [ 74 ]        |
| 2020-21          | 2020-21          | Est              | 7e               | Atlantique       | 4e               | 36               | 36               | 50,0%            | Défaite au premier tour (Brooklyn, 1-4) | Brad Stevens                     | [ 75 ]        |
| 2021-22          | 2021-22          | Est              | 2e               | Atlantique       | 1er              | 51               | 31               | 62,2%            | Victoire au premier tour (Brooklyn, 4-0) Victoire en demi-finale de conférence (Milwaukee, 4-3) Victoire en finale de conférence (Miami, 4-3) Défaite en finale NBA (Golden State, 2-4)      | Ime Udoka                        | [ 76 ]        |
| 2022-23          | 2022-23          | Est              | 2e               | Atlantique       | 1er              | 57               | 25               | 69,5%            | Victoire au premier tour (Atlanta, 4-2) Victoire en demi-finale de conférence (Philadelphie, 4-3) Défaite en finale de conférence (Miami, 3-4)                                               | Joe Mazzulla                     | [ 77 ]        |
| 2023-24          | 2023-24          | Est              | 1er              | Atlantique       | 1er              | 64               | 18               | 78,0%            | Victoire au premier tour (Miami, 4-1) Victoire en demi-finale de conférence (Cleveland, 4-1) Victoire en finale de conférence (Indiana, 4-0) Victoire en finale NBA (Dallas, 4-1)            | Joe Mazzulla                     | [ 78 ]        |
| 2024-25          | 2024-25          | Est              | 2e               | Atlantique       | 1er              | 61               | 21               | 74,4%            | Victoire au premier tour (Orlando, 4-1) Défaite en demi-finale de conférence (New York, 2-4)                                                                                                 | Joe Mazzulla                     | [ 79 ]        |
| Saison régulière | Saison régulière | Saison régulière | Saison régulière | Saison régulière | Saison régulière | 3 695            | 2 501            | 59,6%            | |                                  |               |
| Playoffs         | Playoffs         | Playoffs         | Playoffs         | Playoffs         | Playoffs         | 429              | 320              | 57,3%            | 18 titres NBA | 18 titres NBA                    | 18 titres NBA |